# Elecciones al Parlamento Europeo de 1984 (Italia)
Las elecciones al Parlamento Europeo de 1984 en Italia se celebraron el día 17 de junio de 1984 para elegir a los eurodiputados de dicho país para la segunda legislatura del Parlamento Europeo. La elección tuvo lugar apenas seis días después de la muerte del líder del Partido Comunista Italiano (PCI), Enrico Berlinguer; este hecho influyó enormemente en la votación, produciendo un resultado histórico. Esta elección fue la única vez en la historia italiana en que los comunistas obtuvieron el primer puesto en una elección nacional, superando el dominio de la Democracia Cristiana.

## Sistema electoral
El sistema electoral de representación proporcional por listas de partidos puras era el tradicional de la República Italiana desde su fundación en 1946, por lo que fue adoptado también para elegir a los representantes italianos en el Parlamento Europeo.
Se utilizaron dos niveles: uno nacional para repartir los escaños entre los partidos y otro de circunscripción para distribuirlos entre los candidatos. Las regiones de Italia se unieron en cinco circunscripciones, cada una de las cuales eligió un grupo de eurodiputados.
A nivel nacional, los escaños se dividieron entre las listas de los partidos mediante el método del resto mayor con cuota Hare. Todos los escaños obtenidos por cada partido se distribuyeron automáticamente entre sus listas abiertas locales y sus candidatos más votados.

## Resultados
La emoción pública provocada por la trágica muerte de Berlinguer dio lugar a una fuerza extraordinaria para el PCI; por primera vez en Europa occidental desde las elecciones legislativas de Francia de 1956 y la primera vez en la historia italiana, un partido comunista obtuvo una pluralidad mediante una votación democrática.
En la oposición, este resultado reforzó al gobierno moderado que gobierna el país. El Partido Socialista Italiano del primer ministro Bettino Craxi había conservado su apoyo, y su principal aliado, la derrotada Democracia Cristiana, no quería arriesgarse a una crisis política que pudiera desembocar en unas elecciones generales peligrosas.
| Partido                              | Partido                                                           | Grupo del PE                         | Candidato principal                  | Votos      | %      | +/–  | Escaños | +/– |  |
| ------------------------------------ | ----------------------------------------------------------------- | ------------------------------------ | ------------------------------------ | ---------- | ------ | ---- | ------- | --- |  |
|                                      | Partido Comunista Italiano (PCI)                                  | COM                                  | Enrico Berlinguer                    | 11.714.428 | 33,33  | 3,76 | 27      | 3   |  |
|                                      | Democracia Cristiana (DC)                                         | EPP                                  | Ciriaco De Mita                      | 11.583.767 | 32,96  | 3,49 | 26      | 3   |  |
|                                      | Partido Socialista Italiano (PSI)                                 | SOC                                  | Carlo Tognoli                        | 3.940.445  | 11,21  | 0,18 | 9       | 0   |  |
|                                      | Movimiento Social Italiano (MSI)                                  | ER                                   | Giorgio Almirante                    | 2.274.556  | 6,47   | 1,02 | 5       | 1   |  |
|                                      | Partido Liberal Italiano – Partido Republicano Italiano (PLI–PRI) | LD                                   | Sergio Pininfarina                   | 2.140.501  | 6,09   | 2,46 | 5       | 2   |  |
|                                      | Partido Socialista Democrático Italiano (PSDI)                    | SOC                                  | Giovanni Moroni                      | 1.225.462  | 3,49   | 0,83 | 3       | 1   |  |
|                                      | Partido Radical (PR)                                              | NI                                   | Enzo Tortora                         | 1.199.876  | 3,41   | 0,26 | 3       | 0   |  |
|                                      | Democracia Proletaria (DP)                                        | RBW                                  | Emilio Molinari                      | 506.753    | 1,44   | 0,72 | 1       | 0   |  |
|                                      | Partido Popular Sudtirolés (SVP)                                  | EPP                                  | Joachim Dalsass                      | 198.220    | 0,56   | 0    | 1       | 0   |  |
|                                      | Federalismo (UV–PSd'Az–Otros)                                     | RBW                                  | Michele Columbu                      | 193.430    | 0,55   | 0,08 | 1       | 1   |  |
|                                      | Liga Véneta (ŁV)                                                  | Ninguno                              |                                      | 164.115    | 0,47   | —    | 0       | 0   |  |
|                                      |                                                                   |                                      |                                      |            |        |      |         |     |  |
| Votos válidos                        | Votos válidos                                                     | Votos válidos                        | Votos válidos                        | 35.141.553 | 94,80  |      |         |     |  |
| Votos en blanco y nulos              | Votos en blanco y nulos                                           | Votos en blanco y nulos              | Votos en blanco y nulos              | 1.928.073  | 5,20   |      |         |     |  |
| Total                                | Total                                                             | Total                                | Total                                | 37.069,626 | 100,00 | —    | 81      | —   |  |
| Votantes registrados y participación | Votantes registrados y participación                              | Votantes registrados y participación | Votantes registrados y participación | 44.948.253 | 82,47  | 2,91 |         |     |  |
| Fuente: Ministerio del Interior      |                                                                   |                                      |                                      |            |        |      |         |     |  |

| \| Voto popular \| Voto popular \| Voto popular \| Voto popular \| Voto popular \| \| ------------ \| ------------ \| ------------ \| ------------ \| ------------ \| \| \| \| \| \| \| \| PCI \| PCI \| \| 33.33 % \| 33.33 % \| \| DC \| DC \| \| 32.96 % \| 32.96 % \| \| PSI \| PSI \| \| 11.21 % \| 11.21 % \| \| MSI \| MSI \| \| 6.47 % \| 6.47 % \| \| PLI-PRI \| PLI-PRI \| \| 6.09 % \| 6.09 % \| \| PR \| PR \| \| 3.67 % \| 3.67 % \| \| PSDI \| PSDI \| \| 3.49 % \| 3.49 % \| \| DP \| DP \| \| 1.44 % \| 1.44 % \| \| Otros \| Otros \| \| 1.58 % \| 1.58 % \| |         |  |         |         |
| Voto popular |         |  |         |         |
| |         |  |         |         |
| PCI | PCI     |  | 33.33 % | 33.33 % |
| DC | DC      |  | 32.96 % | 32.96 % |
| PSI | PSI     |  | 11.21 % | 11.21 % |
| MSI | MSI     |  | 6.47 %  | 6.47 %  |
| PLI-PRI | PLI-PRI |  | 6.09 %  | 6.09 %  |
| PR | PR      |  | 3.67 %  | 3.67 %  |
| PSDI | PSDI    |  | 3.49 %  | 3.49 %  |
| DP | DP      |  | 1.44 %  | 1.44 %  |
| Otros | Otros   |  | 1.58 %  | 1.58 %  |